# Tetrastichus contiguus
Tetrastichus contiguus är en stekelart som beskrevs av Kostjukov 1995. Tetrastichus contiguus ingår i släktet Tetrastichus och familjen finglanssteklar. Inga underarter finns listade i Catalogue of Life.